# غرانت نيلسون
غرانت نيلسون (بالإنجليزية: Grant Nelson)‏ هو دي جي نادي ‏ وملحن ودي جيه ومنتج أسطوانات بريطاني، ولد في 27 أبريل 1971 في لندن في المملكة المتحدة.

## وصلات خارجية
- الموقع الرسمي
- غرانت نيلسون على موقع ميوزك برينز (الإنجليزية)
- غرانت نيلسون على موقع ديسكوغز (الإنجليزية)